# ルーデラーツホーフェン
ルーデラーツホーフェン (Ruderatshofen) は、ドイツ連邦共和国バイエルン州シュヴァーベン行政管区のオストアルゴイ郡に属す町村（以下、本項では便宜上「町」と記述する）で、ビーセンホーフェン行政共同体を構成する自治体の一つである。

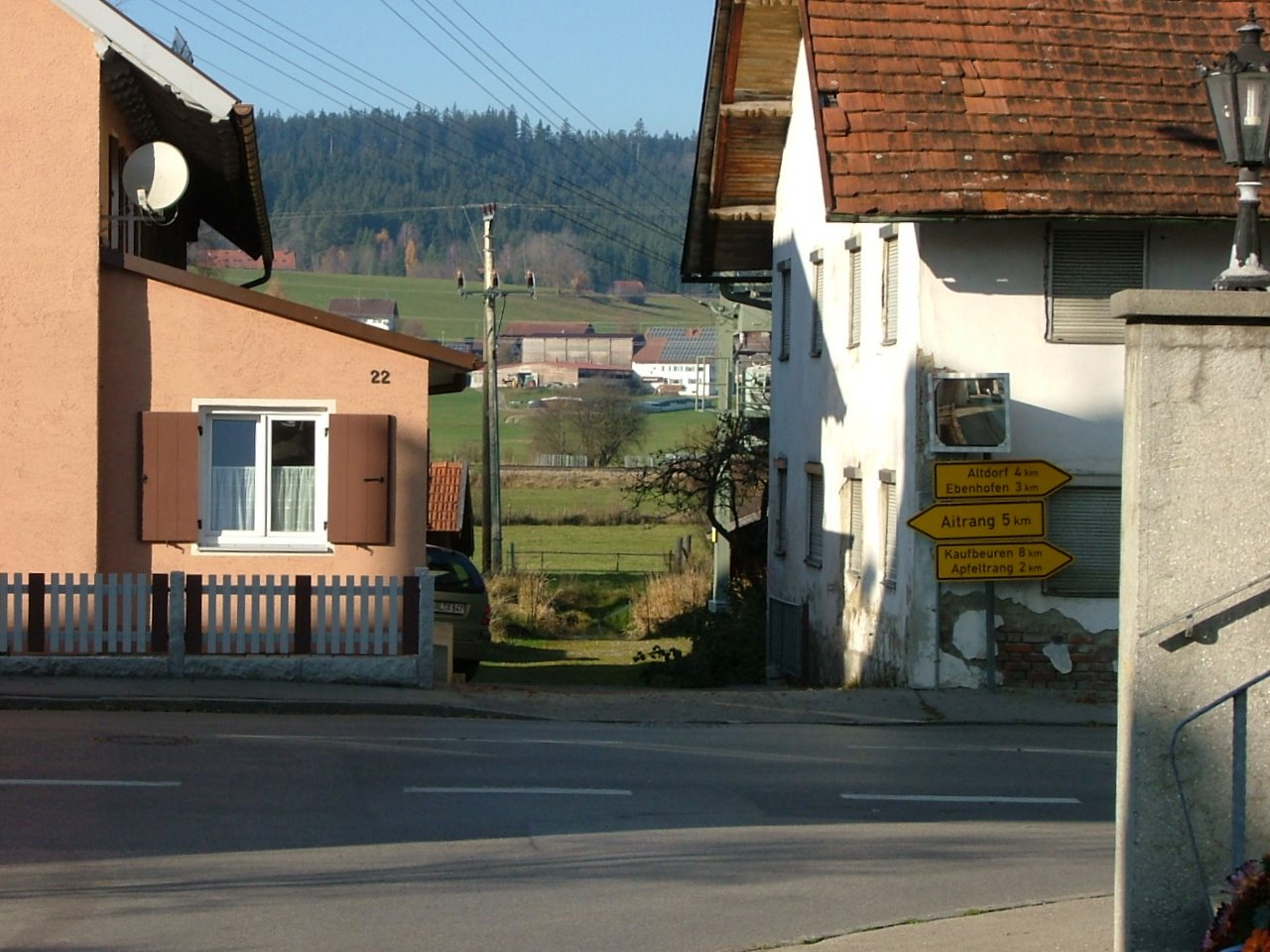
ルーデラーツホーフェンの街角

## 地理
ルーデラーツホーフェンはアルゴイ地方に位置する。

### 自治体の構成
この町は、公式には12の地区 (Ort) からなる。このうち小集落や孤立農場などを除く集落を以下に列記する。
- アプフェルトラング
- ヒーメンホーフェン
- インメンホーフェン
- ルーデラーツホーフェン

## 歴史
この町は839年にケルテンシュタインガウの村落として Hruodoldishoua という名前で記録されている。ルーデラーツホーフェンはアウクスブルク司教領に属した。1803年の帝国代表者会議主要決議以降はバイエルン領となった。バイエルンの行政改革に伴う1818年の市町村令によって現在の自治体が成立した。1978年にそれまで独立した自治体であったアプフェルトラングが合併した。アプフェルトラングに属していたヴェングリンゲンは1982年に住民投票によってアイトラングに移った。

### 人口推移
- 1970年 1,504人
- 1987年 1,425人
- 2005年 1,792人

## 行政
町長はヨハン・シュティヒ (Allg. Wählergem. Apfeltrang) である。彼は2002年にヴィルヘルム・クンスティン (Freie Wählergemeinschaft) の後任として町長に就任した。

### 紋章
図柄: 赤地と銀地に左右二分割。向かって右は金の格子模様がある赤い斜め帯。

## 経済と社会資本
- 国民学校: 基礎課程学校 1校

## その他
ルーデラーツホーフェンには「クロプファースターク」の習慣がある。これは第1アドヴェント前の金曜日に、町の子供たち、その多くが基礎課程学校の児童だが、家から家にアドヴェントが近いことを告げて廻る。伝統的な口上の終わりにはお菓子が贈り物として振る舞われる。この習慣はルーデラーツホーフェンだけで行われており、他の集落では廃れてしまった。この風習は子供だけでなく、この町の大人からも愛されている。自分の子供時代を思い出し、村の子供たちと短いの間であるが交流できるからである。

## 引用
1. ↑  https://www.statistikdaten.bayern.de/genesis/online?operation=result&code=12411-003r&leerzeilen=false&language=de Genesis-Online-Datenbank des Bayerischen Landesamtes für Statistik Tabelle 12411-003r Fortschreibung des Bevölkerungsstandes: Gemeinden, Stichtag (Einwohnerzahlen auf Grundlage des Zensus 2011)
2. ↑  Bayerische Landesbibliothek Online